# Volo Petropavlovsk-Kamchatsky Air 251 (2021)
Il 6 luglio 2021, il volo Petropavlovsk-Kamchatsky Air 251 (PTK251), operato da un Antonov An-26 appartenente alla Kamchatka Aviation Enterprise, si è schiantato durante un volo passeggeri domestico da Petropavlovsk-Kamchatsky all'insediamento di Palana, in Russia. Tutte le 28 persone a bordo hanno perso la vita, incluso il sindaco di Palana, Olga Mokhireva.

## L'aereo
Il velivolo coinvolto era un Antonov An-26B-100 (numero di coda RA-26085, numero di serie 12310) costruito nel 1982. Il suo certificato di aeronavigabilità sarebbe scaduto il 30 agosto 2021. Nel 1994 l'aereo è stato preso in leasing dall'ONU, poi da Air Mali, mentre dal 2008 è stato parcheggiato a Kiev nella proprietà della società Kievskaya Rus. Dal 2013 è stato acquisito dalla Kamchatka Aviation Enterprise

## L'incidente

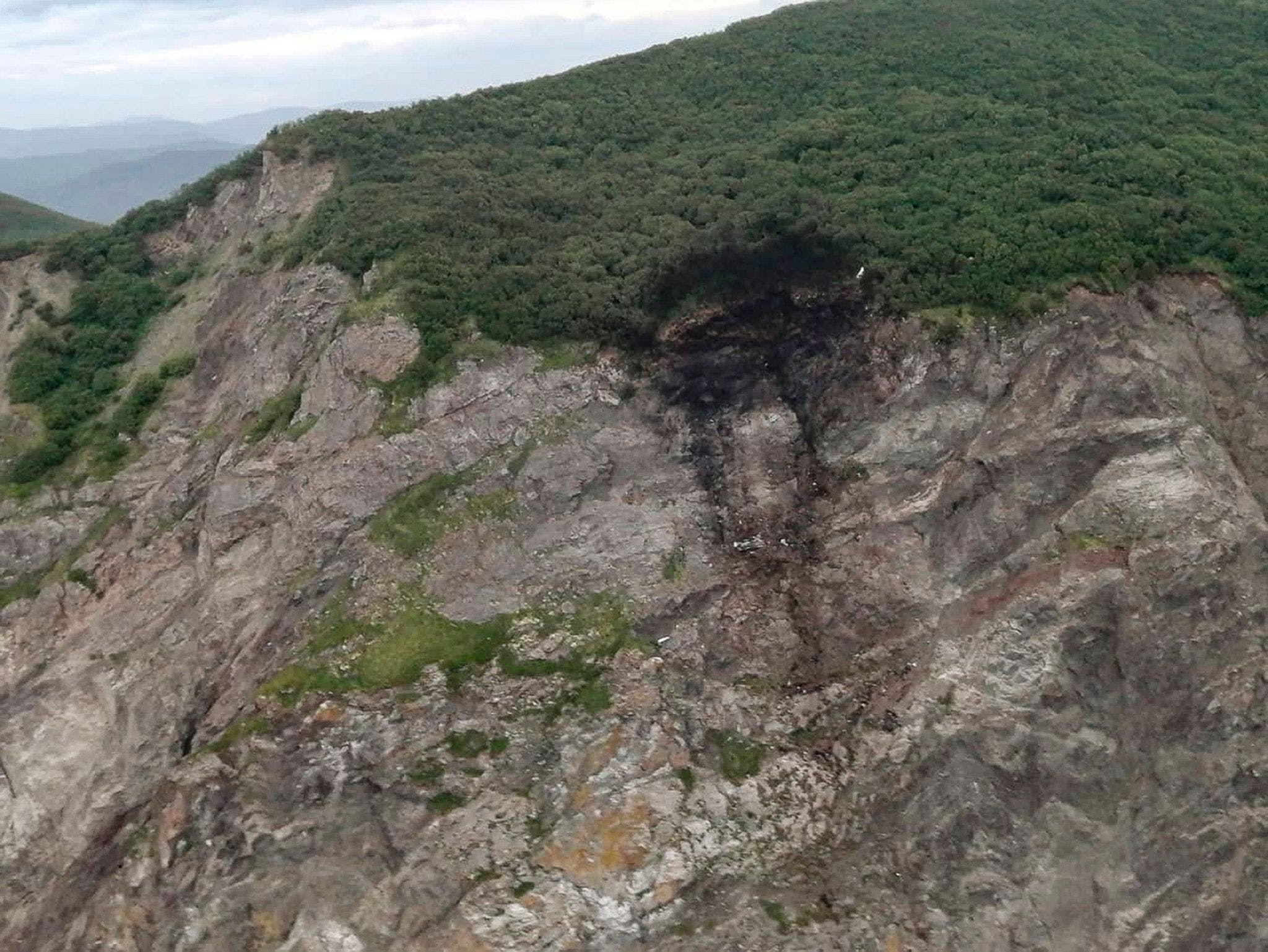
Il sito dell'incidente

Il volo è partito da Petropavlovsk-Kamchatsky alle 12:57 ora locale (00:57 UTC) e doveva atterrare a Palana alle 15:05 ora locale (03:05 UTC). L'aereo è passato attraverso i centri di controllo dell'area e alle 14:09 è stato trasferito all'ATC del distretto di Tigilsky, dove il comandante ha contattato Palana per chiedere le condizioni meteorologiche. Dopo aver ricevuto le informazioni, al pilota sono state fornite "coordinate chiare della rotta" durante l'avvicinamento finale. L'ultimo contatto con l'aereo è avvenuto alle 14:50 ora locale (02:50 UTC).
L'aereo era in avvicinamento per l'atterraggio quando il contatto è stato perso a circa 10 km di distanza dall'aeroporto di Palana. Nessuna riattaccata è stata segnalata dall'ATC. Il tempo nella zona era nuvoloso. Secondo quanto riferito, l'aereo si è scontrato con una ripida scogliera con un'elevazione massima di 263 metri. Al momento dell'impatto, si trovava a un'altitudine di 200 metri, al di sotto dell'altezza minima per l'avvicinamento, ed era al di fuori del percorso di discesa corretto. Al momento dell'impatto, l'aereo è stato completamente distrutto.

## Conseguenze
Il luogo dell'incidente è stato individuato lo stesso giorno, dopo che il Ministero delle situazioni di emergenza aveva inviato un elicottero e dispiegato squadre di ricerca a terra. I detriti dell'aereo erano molto piccoli, segno di un impatto ad alta velocità. Un frammento di fusoliera è stato trovato sul pendio della collina Pyatibratka e un altro frammento si trovava nel mare, a quattro chilometri dalla costa.
Il 7 luglio, i corpi di 19 vittime sono stati recuperati da una squadra di 51 soccorritori. A causa delle caratteristiche geografiche del paesaggio, le operazioni di ricerca e soccorso sono state ritenute difficili. Le onde alte hanno costretto i soccorritori a sospendere le operazioni in mare durante la notte. Nella regione è stato dichiarato un periodo di lutto di tre giorni. Diversi paesi hanno espresso condoglianze, compresi gli Stati Uniti, la Grecia, la Turchia, la Serbia e il Pakistan.

## Le indagini
L'Interstate Aviation Committee è responsabile delle indagini sugli incidenti aerei in Russia. Il Comitato Investigativo ha proposto tre possibili cause dell'incidente: maltempo, guasto tecnico o errori dei piloti. Il 9 luglio è stato ritrovato uno dei registratori dei dati di volo dell'aeromobile. Un portavoce ha riferito che l'esame iniziale non ha rivelato danni critici e che sarebbe stato decodificato a Mosca. Il registratore vocale della cabina di pilotaggio è stato recuperato lo stesso giorno, ma era troppo danneggiato, con il ritrovamento di soli frammenti della custodia, e non è stato possibile recuperarne i dati.
Il 17 luglio, Rosaviatsia (l'Agenzia Federale per il Trasporto Aereo) ha pubblicato la prima analisi dell'FDR. Dopo aver raggiunto il radiofaro non direzionale (NDB) di Palana, attraversando un'altitudine di 800 metri, l'aereo ha virato in uscita dall'NDB con l'intenzione di tornare indietro per l'avvicinamento all'aeroporto. Il controllore del traffico aereo ha comunicato all'equipaggio che si trovava su un rilevamento di 340 gradi (verso nord-nord-ovest anziché verso ovest-nord-ovest come previsto dalla procedura NDB). Dopo aver comunicato con il controllore del traffico aereo, l'equipaggio ha riferito che stava scendendo a 2 000 piedi (610 m), ma non ha confermato di aver raggiunto tale quota e non ha chiesto di scendere ulteriormente. L'equipaggio ha effettuato alcune virate e l'FDR non ha registrato alcun abbassamento del carrello o dei flap. L'aereo è uscito dalla virata finale a circa 12 chilometri dall'aeroporto, con una direzione di 140 gradi (approssimativamente sud-est), dirigendosi direttamente verso l'aeroporto. Un minuto prima dell'impatto con il terreno, il controllore li ha informati che si trovavano su un rilevamento di 320 gradi e a circa 9 chilometri dall'aeroporto. Il terreno nel punto di impatto è alto circa 850 piedi (260 m), una scogliera costiera sormontata da alberi.
Rosaviatsia ha raccomandato, tra gli altri incidenti, di riesaminare l'incidente del 2012 (che aveva anch'esso tentato di atterrare a Palana), per valutare l'attuazione delle raccomandazioni per la sicurezza del volo che erano emerse da quell'incidente.

### Conclusione
Secondo l'Interstate Aviation Committee, le cause dello schianto sono da attribuire all'equipaggio che ha violato le procedure di avvicinamento strumentale dell'aeroporto di Palana, cosa che li ha portati a deviare di molto il volo dalla rotta assegnata e a scendere troppo al di sotto dell'altitudine minima in condizioni meteorologiche che impedivano il contatto visivo col terreno circostante; l'aereo si è schiantato contro la scogliera con la conseguente distruzione del velivolo e la morte di tutti gli occupanti.